# Aman (personaggio biblico)

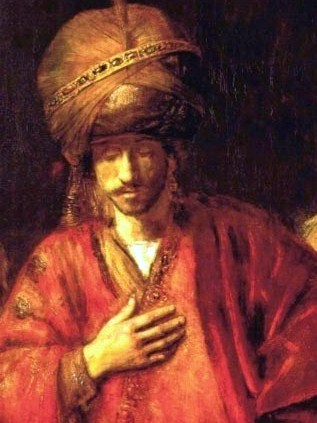
Aman in un dipinto di Rembrandt

Aman è un personaggio citato nel Libro di Ester della Bibbia e in molti testi successivi, fra cui la Divina Commedia di Dante Alighieri. 
Secondo la storia biblica era il favorito di Assuero e poi fu nominato "visir" dal re persiano; tentò di sterminare tutto il popolo ebraico dell'Impero persiano, ma poi fu ucciso da Assuero. 
Dante, mentre esce dalla terza cornice del Purgatorio, quella degli iracondi (c. XVII, 25-30), lo cita come esempio di ira punita.

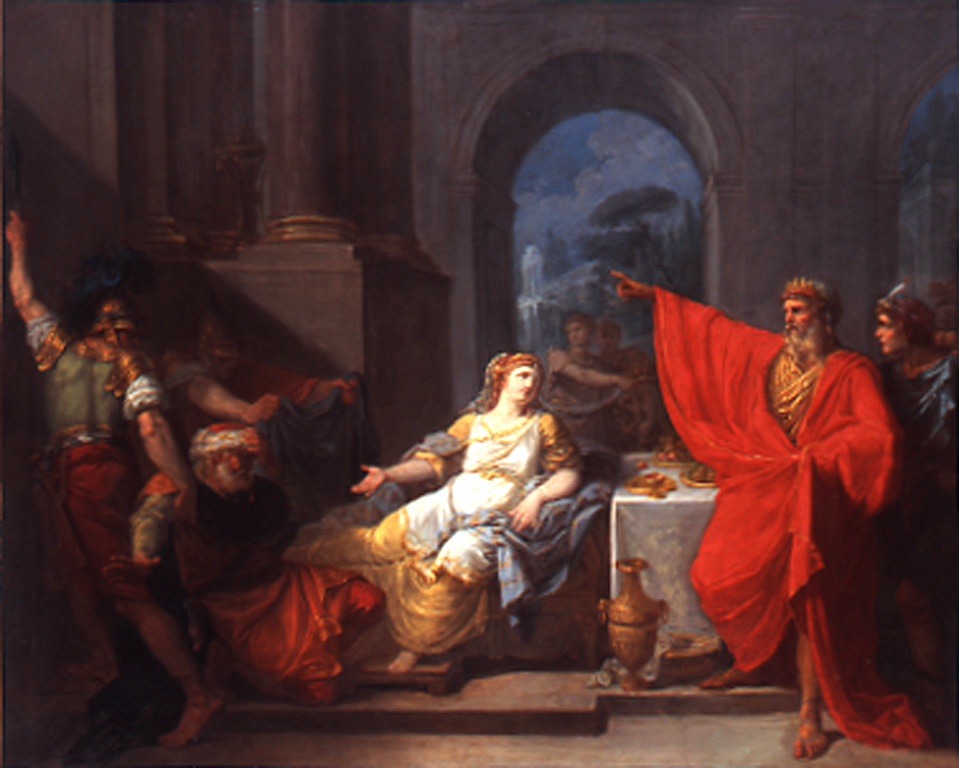
Jean Bonvoisin, Aman confuso da Ester